# Sam Riley
Samuel Peter W. Riley (Leeds, 8 gennaio 1980) è un attore britannico.

## Biografia
Nato a Leeds, nel West Yorkshire, ha studiato alla Uppingham School di Rutland. Dopo aver fatto parte della National Youth Theatre, con la quale ha partecipato a molte produzioni teatrali, e dopo aver lavorato in diversi film per la televisione, ottiene il suo primo ruolo importante per il cinema nel 2007, interpretando la parte di Ian Curtis in Control, film biografico sulla vita del leader dei Joy Division. Per la sua interpretazione ha vinto un British Independent Film Award come miglior esordiente.
Riley è anche stato cantante e frontman dei 10,000 Things, gruppo musicale che ha avuto un moderato successo in Gran Bretagna. Nel 2008 affianca Ryan Phillippe e Eva Green nel film fantascientifico Franklyn di Gerald McMorrow.
Nel 2012 recita in On the Road di Walter Salles, tratto dall'omonimo libro di Jack Kerouac. Nel 2014 interpreta il ruolo di Fosco nel film Maleficent, con protagonista Angelina Jolie.
Nel 2016 prende parte al film tratto dal romanzo modificato di Seth Grahame-Smith, PPZ - Pride + Prejudice + Zombies, ispirato dal capolavoro di Jane Austen. Nelle vesti del Signor Darcy, Sam sfoggia la sua migliore interpretazione tanto che è stato scelto nel ruolo perché “non esisteva attore adatto più di lui per poter interpretare l’orgoglioso Colonnello Darcy”, come dicono le interviste.

## Vita privata

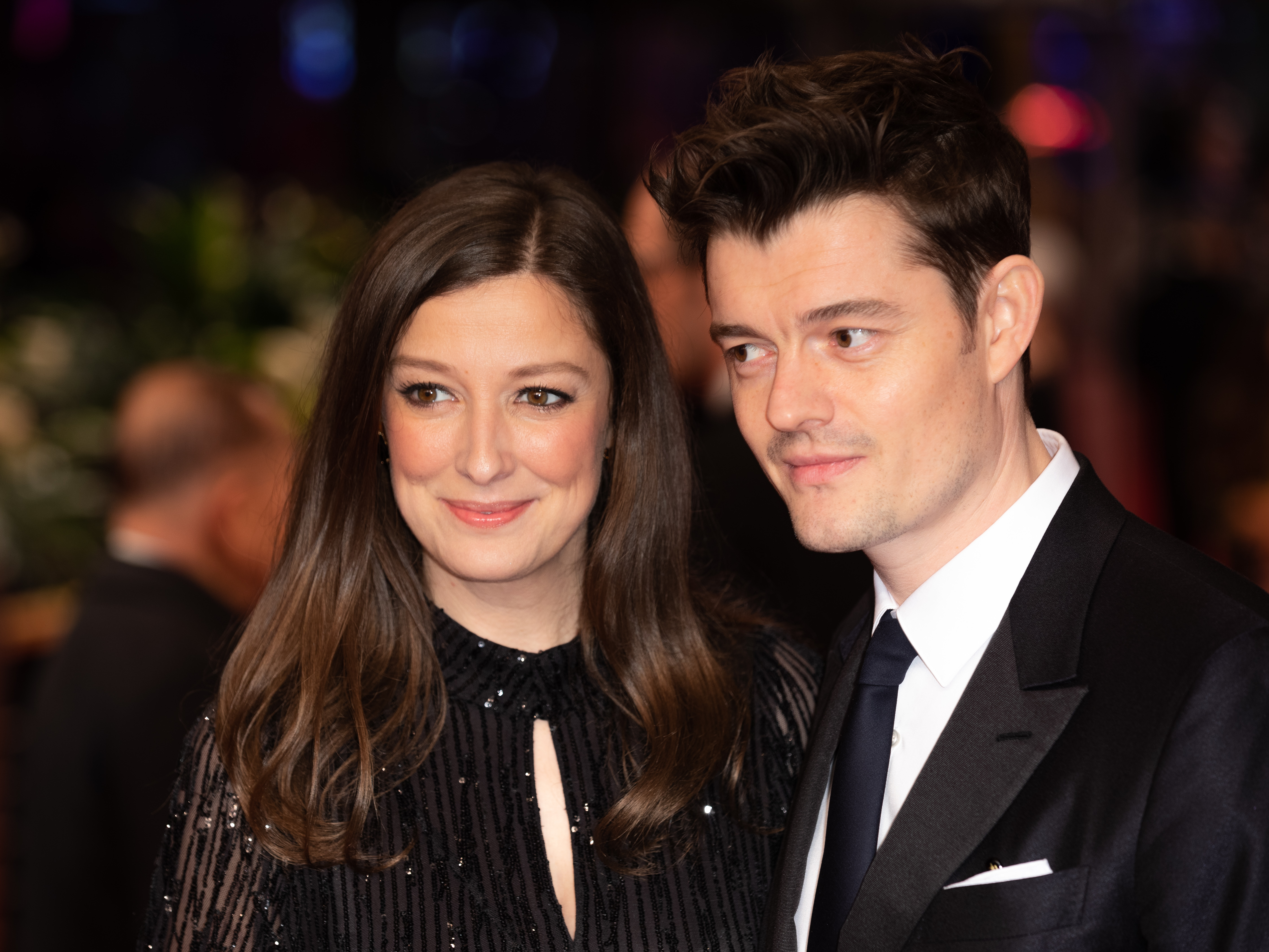
Riley con la moglie al Festival di Berlino 2020

Attualmente vive a Berlino con la moglie Alexandra Maria Lara, attrice conosciuta sul set di Control e sposata nell'agosto 2009.

## Filmografia

### Cinema
- Control, regia di Anton Corbijn (2007)
- Franklyn di Gerald McMorrow (2008)
- Brighton Rock, regia di Rowan Joffe (2010)
- 13 - Se perdi muori (13), regia di Géla Babluani (2010)
- Rubbeldiekatz, regia di Detlev Buck (2011)
- On the Road, regia di Walter Salles (2012)
- Byzantium, regia di Neil Jordan (2012)
- Maleficent, regia di Robert Stromberg (2014)
- Suite francese (Suite française), regia di Saul Dibb (2014)
- Lo straniero della valle oscura - The Dark Valley (Das finstere Tal), regia di Andreas Prochaska (2014)
- PPZ - Pride + Prejudice + Zombies (Pride and Prejudice and Zombies), regia di Burr Steers (2016)
- Free Fire, regia di Ben Wheatley (2016)
- Robby & Toby - Missione spazio (Robbi, Tobbi und das Fliewatüüt), regia di Wolfgang Groos (2016)
- Radioactive, regia di Marjane Satrapi (2019)
- Maleficent - Signora del male (Maleficent: Mistress of Evil), regia di Joachim Rønning (2019)
- Rebecca, regia di Ben Wheatley (2020)
- Way Down - Rapina alla banca di Spagna (Way Down), regia di Jaume Balagueró (2021)
- L'ultima regina - Firebrand (Firebrand), regia di Karim Aïnouz (2023)
- Madame Clicquot (Widow Clicquot), regia di Thomas Napper (2023)
- Cranko, regia di Joachim Lang (2024)

### Televisione
- Tough Love, regia di David Drury – film TV (2002)
- Lenny Blue, regia di Andy Wilson – film TV (2002)
- Law & Order - Unità vittime speciali (Law & Order: Special Victims Unit) – serie TV, 2 episodi (2006-2007)
- Sound, regia di David Kerr – film TV (2007)
- SS-GB – serie TV, 5 episodi (2017)

## Doppiatori italiani
Nelle versioni in italiano delle opere in cui ha recitato, Sam Riley è stato doppiato da:
- Simone Crisari in Maleficent, Free Fire, Maleficent - Signora del male, Rebecca
- Edoardo Stoppacciaro in Suite francese, PPZ - Pride + Prejudice + Zombies, Way Down - Rapina alla banca di Spagna, Madame Clicquot
- Francesco Venditti in Control
- Paolo Macedonio in On The Road
- Mattia Ward in 13 - Se perdi muori
- Massimo Di Benedetto in Franklyn
- Daniele Raffaeli in Byzantium
- Stefano Crescentini in Radioactive
- Luca Ghignone in L'ultima regina - Firebrand